# إكسوداس (ألبوم)
إكسوداس أو Exodus هو الألبوم الثانى لفرقة إكسو، تم إصداره في 30 مارس عام 2015، النوع: الكيبوب، موسيقى رقص، آر أند بي معاصر، موسيقى السول، موسيقى ريذم أند بلوز، يتألف الألبوم من 9 أغنيات هي:
- Call Me Baby
- Exodus
- My Answer
- Transformer
- Playboy
- Hurt
- Lady Luck
- El Dorado
- Beautiful

وقد حصل الألبوم على عدة جوائز هي:
- Mnet Asian Music Award for Album of the Year
- Golden Disc Award Album of the Year
- Golden Disc Award Album Division